# Mount Griffith
Mount Griffith är ett berg i Antarktis. Det ligger i Västantarktis. Nya Zeeland gör anspråk på området. Toppen på Mount Griffith är 1 676 meter över havet.
Terrängen runt Mount Griffith är varierad. Trakten är obefolkad. Det finns inga samhällen i närheten.